# Marathon van Nagoya 2003
De marathon van Nagoya 2003 werd gelopen op zondag 9 maart 2003. Het was de 24e editie van de marathon van Nagoya. Alleen vrouwelijke elitelopers mochten aan de wedstrijd deelnemen. De Japanse Takami Ominami kwam als eerste over de streep in 2:25.03.

## Uitslagen
| rang   | naam             | land | tijd    |
| ------ | ---------------- | ---- | ------- |
| Goud   | Takami Ominami   | JPN  | 2:25.03 |
| Zilver | Risa Hagiwara    | JPN  | 2:28.14 |
| Brons  | Irina Bogacheva  | KGZ  | 2:28.17 |
| 4      | Eriko Amou       | JPN  | 2:28.57 |
| 5      | Yasuko Hashimoto | JPN  | 2:29.37 |
| 6      | He-lan Li        | CHN  | 2:30.04 |
| 7      | Hong-xia Wang    | CHN  | 2:31.19 |
| 8      | Yukari Komatsu   | JPN  | 2:31.28 |
| 9      | Aiko Nitta       | JPN  | 2:31.43 |
| 10     | Shiho Takai      | JPN  | 2:31.51 |
| 11     | Aki Negoro       | JPN  | 2:33.40 |
| 12     | Miwako Ueki      | JPN  | 2:34.28 |
| 13     | Kaori Tanabe     | JPN  | 2:34.43 |
| 14     | Wioletta Uryga   | POL  | 2:34.44 |
| 15     | Mika Hikita      | JPN  | 2:34.47 |
| 16     | Marlene Cruz     | BRA  | 2:35.13 |
| 17     | Asami Obi        | JPN  | 2:35.45 |
| 18     | Ai Sugihara      | JPN  | 2:36.56 |
| 19     | Takami Nishiyama | JPN  | 2:38.19 |
| 20     | Rika Tabashi     | JPN  | 2:38.51 |
| 21     | Mai Tagami       | JPN  | 2:40.31 |
| 22     | Inga Juodeskiene | LTU  | 2:41.06 |
| 23     | Nana Eikawa      | JPN  | 2:41.11 |
| 24     | Junko Kumagai    | JPN  | 2:41.29 |
| 25     | Hiromi Nakayama  | JPN  | 2:41.34 |

1984 ·
1985 ·
1986 ·
1987 ·
1988 ·
1989 ·
1990 ·
1991 ·
1992 ·
1993 ·
1994 ·
1995 ·
1996 ·
1997 ·
1998 ·
1999 ·
2000 ·
2001 ·
2002 ·
2003 ·
2004 ·
2005 ·
2006 ·
2007 ·
2008 ·
2009 ·
2010 ·
2011 ·
2012 ·
2013 ·
2014 ·
2015 ·
2016 ·
2017